# Waldorf, Rheinland-Pfalz
Waldorf är en kommun och ort i Landkreis Ahrweiler i förbundslandet Rheinland-Pfalz i Tyskland.
Kommunen ingår i kommunalförbundet Verbandsgemeinde Bad Breisig tillsammans med ytterligare tre kommuner.